# Joseph Mears
Joseph Theophilus "JT" Mears (1871 – Outubro de 1935), foi um empresário inglês, conhecido notavelmente por ser o confundador do clube inglês Chelsea F.C.
Joseph nasceu em 1871 em Hammersmith, Londres, o filho mais velho de Joseph Mears, um construtor.
Em 1896, Mears e seu irmão Gus compraram o Stamford Bridge Athletics Ground e fundaram o Chelsea Football Club em 1905. Embora ele nunca tenha sido presidente, Joseph foi a "influência dominante" no clube após a morte de seu irmão em 1912 com seu filho, Joe Mears [en] e seu neto, Brian Mears [en], ambos servindo mais tarde como presidente do clube de futebol.
Em 1907, Mears adquiriu o negócio da Thames Electric & Motor Launch Co na Eel Pie Island [en] e continuou a construir uma grande frota de lançamentos de passageiros no Tamisa.
Em 1919, ele formou seu negócio em Joseph Mears Launches & Motors Ltd, e adquiriu uma garagem em Richmond, junto com vários ônibus motorizados. A empresa continuou até 1945, quando passou para uma empresa recém-formada, a Thames Launches Ltd.
Ele formou Joseph Mears Cinemas Ltd. que construiu um grupo de cinemas ao redor da área de Richmond. Vários dos cinemas foram posteriormente vendidos para a Odeon Cinemas, incluindo o Richmond Kinema que se tornou o Odeon Richmond e o Kensington Kinema que, de forma semelhante, se tornou o Odeon Kensington.
Mears foi prefeito de Richmond de 1931 a 1932.
Ele morreu em outubro de 1935 e está enterrado no cemitério de Richmond, em Londres. Mears deixou uma fortuna estimada em £30 milhões de Libras.